# Nationale Vergadering (Guyana)

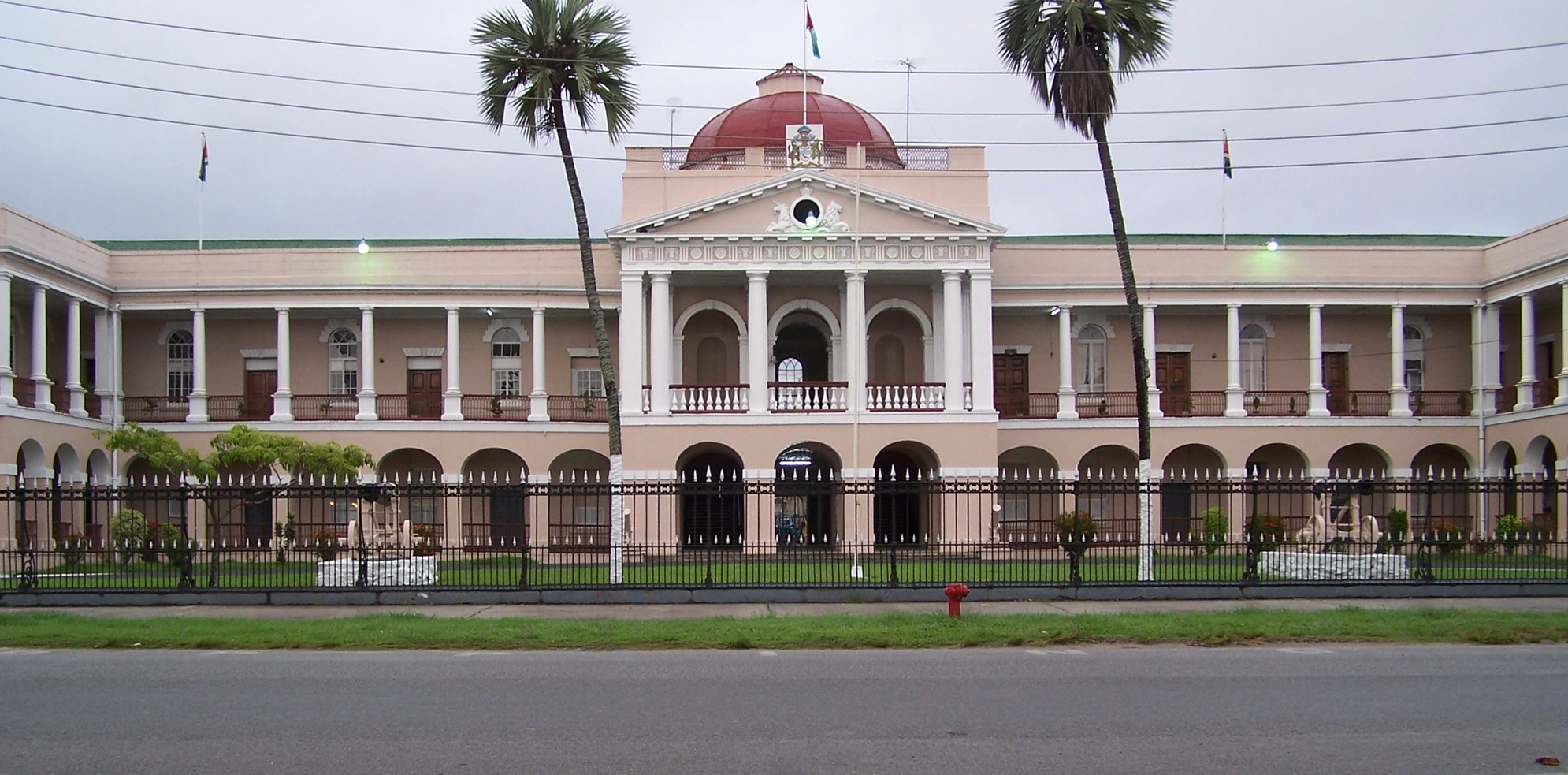
Parlementsgebouw van Guyana

Nationale Vergadering (Engels: National Assembly) is een van de twee onderdelen van het parlement van Guyana. Het is een eenkamerparlement, maar volgens de grondwet bestaat het parlement uit de President en Nationale Vergadering.
De Nationale Vergadering zetelt in het Parlementsgebouw in Georgetown, een gebouw dat in 1834 was gebouwd voor de Raad van Politie, een voorloper van de Nationale Vergadering. Het is ingericht in de Westminster-traditie met de regering en de oppositie tegenover elkaar. Het plafond van de vergaderzaal is in 1875 ontworpen door Cesar Castellani.
De 65 leden van de volksvertegenwoordiging worden elke vijf jaar gekozen in algemene, vrije en geheime verkiezingen door de bevolking van Guyana. 25 leden worden uit de tien regio's gekozen, en 40 worden gekozen met evenredige vertegenwoordiging volgens de Hare–Niemeyer methode.

## Geschiedenis
De eerste wetgevende macht in Guyana was de Raad van Politie die in 1732 voor de Nederlandse kolonie Essequebo werd opgericht. In 1803 werd Nederlands-Guiana veroverd door het Verenigd Koninkrijk. De regeringsstructuur werd niet veranderd, maar de Raad van Politie werd verplaatst naar Stabroek (nu: Georgetown). In 1831 werden de koloniën Demerary, Essequebo en Berbice samengevoegd tot Brits-Guiana. De Raad van Politie bleef bestaan, en gold voor de gehele kolonie. In 1835 werd kiesrecht ingevoerd voor mannen die jaarlijks meer dan ƒ70,- belasting betaalden.
In 1891 werd de eerste grondwet aangenomen, en werd de Raad van Politie vervangen door Executive Council (Uitvoerende Raad). In 1928 werd Brits-Guiana een kroonkolonie van het Verenigd Koninkrijk, en werd de Executive Council vervangen door een Legislative Council (Wetgevende Raad). In 1953 werd algemeen kiesrecht ingevoerd, en werd de Legislative Council vervangen door de Nationale Vergadering. Op 26 mei 1966 werd Guyana onafhankelijk, maar het regeringssysteem bleef ongewijzigd. Het huidige aantal parlementsleden en het verdelingssysteem dateert uit 2000.

## Overzicht
Er geldt voor de Nationale Vergadering een minimale quorum van een derde van het aantal leden. De vergadering wordt voorgezeten door de Spreker van het parlement. De Nationale Vergadering vindt normaliter plaats in het Parlementsgebouw, maar kan bij proclamatie worden veranderd naar een ander gebouw. In 2020, tijdens de coronacrisis, werd vergaderd in het Arthur Chung Conferentiecentrum, omdat in het parlementsgebouw niet voldoende afstand kon worden gehouden.
Elk lid van de Nationale Vergadering mag een wetsvoorstel indienen. De wet moet worden goedgekeurd door de President. De President mag het voorstel één keer weigeren, en is verplicht binnen 21 dagen na presentatie een motivering in te dienen bij de Voorzitter. De Nationale Vergadering heeft zes maanden de tijd om de wet alsnog aan te nemen met een tweederdemeerderheid.
De Nationale Vergadering heeft het recht om een motie van wantrouwen in te dienen. In 2018 viel de regering van David Granger, omdat Charrandas Persaud, een lid van de regeringscoalitie, met de oppositie meestemde.